# Críticas ao capitalismo
As críticas ao capitalismo compreendem, de modo geral, posicionamento e críticas direcionadas a aspectos particulares ou gerais acerca do sistema capitalista; os  opositores dirigem críticas sobretudo aos modos de produção e efeitos do sistema na sociedade. Os principais posicionamentos contrários ao capitalismo se diferenciam nas propostas que eventualmente aparecem como alternativas ao sistema, como um processo revolucionário (v.g. o socialismo revolucionário) ou reformistas  (v.g. a social-democracia), em assuntos particulares a economia política, algumas propostas de economia social de mercado ou de intervenção também se apresentam.
Segundo a crítica contemporânea do capitalismo, a rápida industrialização na Europa desde meados do século XVIII criou condições de trabalho consideradas injustas, que incluíam jornadas de trabalho de quatorze horas, trabalho infantil e favelização. Perante esta situação, alguns economistas otimistas argumentaram que as condições de vida tinham sido mesmo piores no passado e que, baseando-se numa evidência empírica, era possível observar como a revolução industrial tinha melhorado o nível de vida e a esperança de vida. Os economistas pessimistas da época, ao contrário, consideravam que as condições não melhoraram ou que apenas melhoraram paulatinamente depois de 1840.
Alguns pensadores proto-socialistas tentaram criar comunidades socialistas livres das injustiças consideradas próprias do capitalismo inicial. Entre estes "socialistas utópicos" estavam Charles Fourier e Robert Owen. O socialismo é dividido em duas partes o socialismo positivo e o socialismo negativo.
À margem do socialismo utópico também surgiu um socialismo científico que via a revolução industrial como um novo sistema que podia potencialmente produzir suficientes bens de consumo para a população humana inteira, mas era obstaculizado pelo seu método ineficiente de distribuir os bens produzidos. Entre estes socialistas científicos destacaram-se inicialmente Karl Marx e Friedrich Engels, que em 1848 publicaram um panfleto intitulado Manifesto Comunista que incluía uma crítica política e económica do capitalismo baseada no materialismo histórico. Desde então, o seu manifesto converteu-se num dos livros mais influentes da crítica ao capitalismo.
Contudo, desde a publicação do Manifesto Comunista, um grande número de autores tem adaptado as ideias do socialismo científico às mudanças produzidas nas sociedades capitalistas e, ao mesmo tempo, originado diferentes "respostas científicas" aos problemas considerados inerentes ao capitalismo: anarcossindicalismo, social-democracia, comunismo de conselhos, bolchevismo, sindicalismo, etc. Os próprios governos identificaram alguns desses problemas e, em maior ou menor medida, trataram de corrigi-los através do intervencionismo do Estado, onde se destacaram o keynesianismo e o New Deal. Em alguns países, as revoluções socialistas conseguiram reduzir o capitalismo e substitui-lo por estados socialistas que, porém, só parcialmente conseguiram sobreviver além da década de 1980, quando se produziu a queda da União Soviética e doutros países da sua órbita.
Na atualidade persistem as críticas ao capitalismo, concretamente contra a sua nova forma de economia global. Os críticos têm demandado um maior intervencionismo estatal contra os efeitos do livre mercado como o aquecimento global, a exploração da cidadania sob um modelo de capitalismo altamente consumista, a destruição das economias produtivas e a sua substituição pela economia especulativa e o imperialismo económico numa época de globalização. Contudo, também há quem considere que a problemática capitalista se deve tratar dum ponto de vista holístico, entendendo que se trata de problemas sistémicos que não podem ser facilmente reconduzíveis (v.g. ecologistas sociais ou economistas participativos). Segundo Bertrand Russell, o capitalismo propiciou condições para o surgimento do pensamento marxista.

## Conceito
A crítica ao capitalismo varia desde expressar discordância com os princípios do capitalismo em sua totalidade até expressar discordância com resultados particulares do capitalismo. A crítica ao capitalismo vem de várias abordagens políticas e filosóficas, incluindo pontos de vista anarquistas, socialistas, marxistas, religiosos e nacionalistas. Alguns acreditam que o capitalismo só pode ser superado por meio da revolução, enquanto outros acreditam que a mudança estrutural pode ocorrer lentamente por meio de reformas políticas. Alguns críticos acreditam que há méritos no capitalismo (v.g. paz capitalista) e desejam equilibrá-lo com alguma forma de controle social, tipicamente por meio de regulamentação governamental (por exemplo, o movimento de mercado social).
Proeminentes entre as críticas ao capitalismo estão as acusações de que o capitalismo é inerentemente explorador, alienante, instável, insustentável e cria uma enorme desigualdade econômica, mercantiliza as pessoas, é antidemocrático e leva a uma erosão dos direitos humanos enquanto incentiva a expansão imperialista e a guerra.

## Histórico
Os primeiros críticos do capitalismo, como Frederick Engels, afirmam que a rápida industrialização na Europa criou condições de trabalho consideradas injustas, incluindo jornadas de trabalho de 14 horas, trabalho infantil e favelas. Alguns economistas modernos argumentam que os padrões de vida médios não melhoraram, ou apenas melhoraram muito lentamente, antes de 1840.
Os primeiros pensadores socialistas rejeitaram completamente o capitalismo, tentando criar comunidades socialistas livres das injustiças percebidas do capitalismo inicial. Entre esses socialistas utópicos estavam Charles Fourier e Robert Owen. Em 1848, Karl Marx e Friedrich Engels lançaram O Manifesto Comunista, que delineou uma crítica política e econômica do capitalismo baseada na filosofia do materialismo histórico. Pierre-Joseph Proudhon, contemporâneo de Marx, foi outro notável crítico do capitalismo e foi um dos primeiros a se autodenominar anarquista.
No início do século 20, uma miríade de tendências socialistas (por exemplo, anarco-sindicalismo, social-democracia e bolchevismo) surgiram com base em diferentes interpretações dos eventos atuais. Os governos também começaram a impor restrições às operações de mercado e criaram programas intervencionistas, tentando melhorar as deficiências percebidas do mercado (por exemplo, a economia keynesiana e o New Deal). A partir da Revolução Russa de 1917, os estados comunistas aumentaram em número e uma Guerra Fria começou com as nações capitalistas desenvolvidas. Após as revoluções de 1989, muitos desses estados comunistas adotaram economias de mercado.

## Críticas por diferentes escolas de pensamento

### Anarquismo

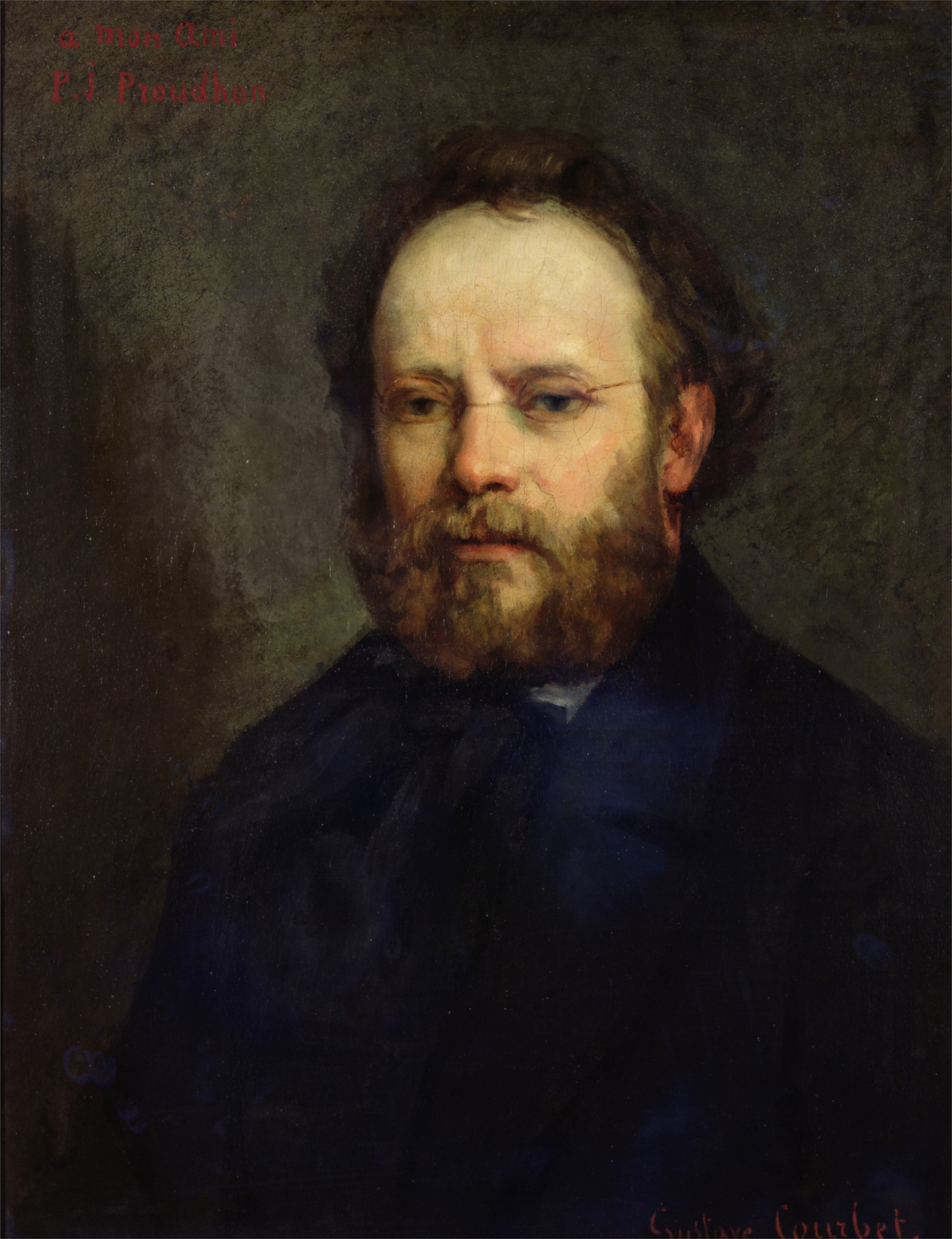
Pierre-Joseph Proudhon, filósofo político e econômico francês e primeiro grande ideólogo anarquista da história para o anarquismo do Século XIX. Se imortalizou pela máxima "Propriedade privada é roubo!"

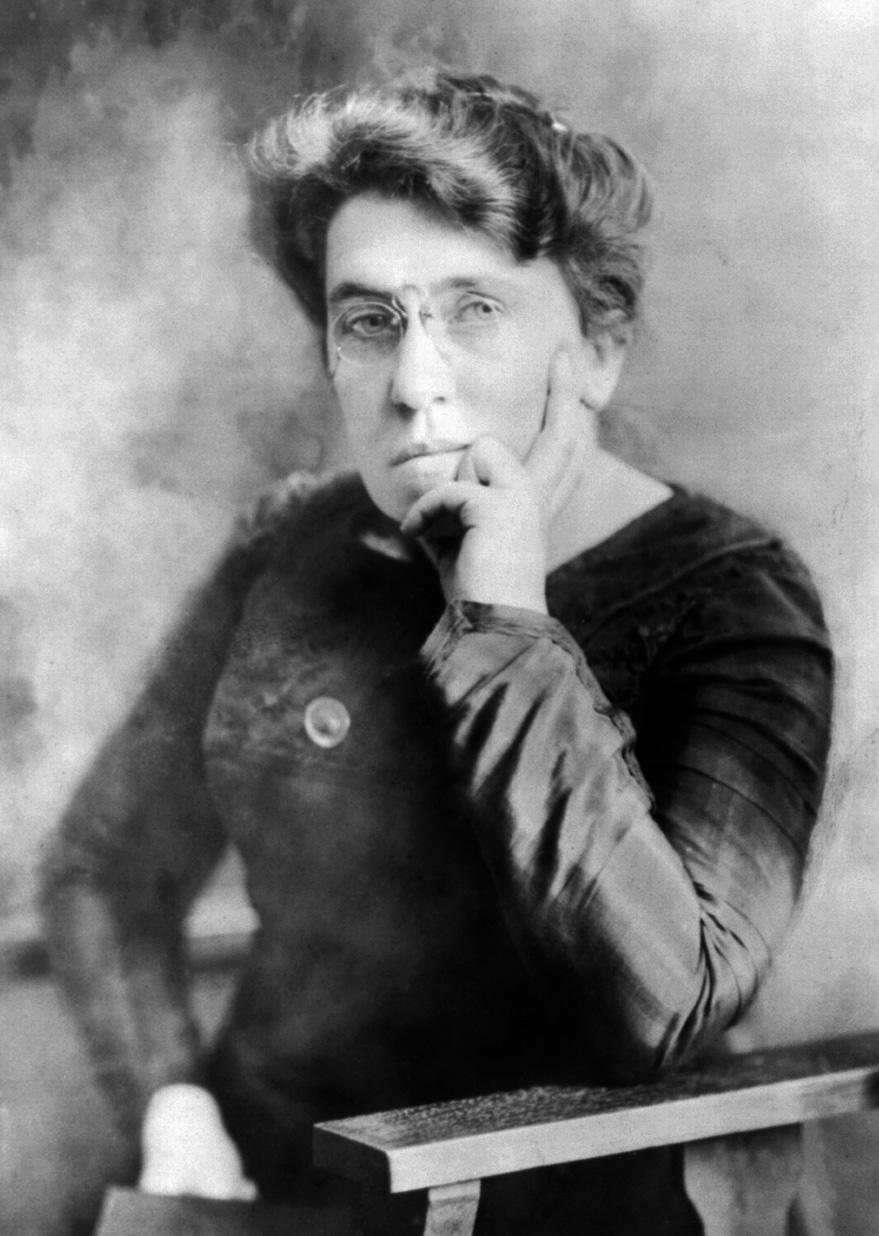
Emma Goldman denunciou a escravidão assalariada dizendo: "A única diferença é que vocês são escravos contratados em vez de escravos em bloco".

O anarquista francês Pierre-Joseph Proudhon se opôs ao privilégio do governo que protege os interesses capitalistas, bancários e fundiários e a acumulação ou aquisição de propriedade (e qualquer forma de coerção que levasse a isso) que ele acreditava dificultar a concorrência e manter a riqueza nas mãos de poucos. O anarquista individualista espanhol Miguel Giménez Igualada vê que "o capitalismo é um efeito do governo; o desaparecimento do governo significa que o capitalismo cai vertiginosamente de seu pedestal... a coisa que está sendo impulsionada é o lucro, bem ou mal adquirido, então lutar contra o capitalismo é uma tarefa inútil, pois seja o capitalismo de Estado ou Capitalismo empresarial, enquanto o governo existir, a exploração do capital existirá. A luta, mas de consciência, é contra o Estado".
Dentro do anarquismo, surgiu uma crítica à escravidão assalariada que se refere a uma situação percebida como quase "escravidão voluntária", onde o sustento de uma pessoa depende de salários, especialmente quando a dependência é total e imediata. A expressão Escravidão Assalariada é um termo de conotação negativa usado para traçar uma analogia entre escravidão e trabalho assalariado, concentrando-se nas semelhanças entre possuir e alugar uma pessoa. O termo "escravidão assalariada" tem sido usado para criticar a exploração econômica e a estratificação social, com o primeiro visto principalmente como poder de barganha desigual entre trabalho  e capital (particularmente quando os trabalhadores recebem salários comparativamente baixos, por exemplo, em sweatshops )  e o último como uma falta de autogestão dos trabalhadores, cumprindo escolhas de trabalho e lazer em uma economia.
Socialistas libertários acreditam que se a liberdade é valorizada, então a sociedade deve trabalhar em direção a um sistema no qual os indivíduos tenham o poder de decidir questões econômicas junto com questões políticas. Os socialistas libertários procuram substituir a autoridade injustificada por democracia direta, federação voluntária e autonomia popular em todos os aspectos da vida, incluindo comunidades físicas e empreendimentos econômicos. Com o advento da Revolução Industrial, pensadores como Proudhon e Marx elaboraram a comparação entre trabalho assalariado e escravidão no contexto de uma crítica à propriedade social não destinada ao uso pessoal ativo - mais tarde Emma Goldman denunciou a escravidão assalariada ao dizer: "A única diferença é que vocês são escravos contratados em vez de escravos em bloco".  A anarquista americana Emma Goldman acreditava que o sistema econômico do capitalismo era incompatível com a liberdade humana. "A única exigência que a propriedade reconhece", ela escreveu em Anarchism and Other Essays , "é seu próprio apetite guloso por maior riqueza, porque riqueza significa poder; o poder de subjugar, esmagar, explorar, o poder de escravizar, ultrajar , degradar". Ela também argumentou que o capitalismo desumanizou os trabalhadores, "transformando o produtor em uma mera partícula de uma máquina, com menos vontade e decisão do que seu mestre de aço e ferro".
Noam Chomsky afirma que há pouca diferença moral entre a escravidão de bens móveis e alugar-se a um proprietário ou "escravidão assalariada". Ele sente que é um ataque à integridade pessoal que mina a liberdade individual. Ele sustenta que os trabalhadores devem possuir e controlar seu local de trabalho. Muitos socialistas libertários argumentam que associações voluntárias em larga escala devem administrar a manufatura industrial enquanto os trabalhadores mantêm os direitos sobre os produtos individuais de seu trabalho. Como tal, eles vêem uma distinção entre os conceitos de "propriedade privada" e " posse pessoal". Enquanto a "propriedade privada" confere a um indivíduo o controle exclusivo sobre uma coisa, esteja ela em uso ou não e independentemente de sua capacidade produtiva, a "posse" não confere direitos a coisas que não estão em uso.
Além dos "quatro grandes" monopólios do anarquista Benjamin Tucker (terra, dinheiro, tarifas e patentes) que surgiram sob o capitalismo, o economista neomutualista Kevin Carson argumenta que o estado também transferiu riqueza para os ricos subsidiando a centralização organizacional em a forma de transporte e subsídios de comunicação. Ele acredita que Tucker ignorou essa questão devido ao foco de Tucker em transações de mercado individuais, enquanto Carson também se concentra em questões organizacionais. As seções teóricas de Estudos em Economia Política Mutualista são apresentadas como uma tentativa de integrar as críticas marginalistas à teoria do valor-trabalho . Carson também tem sido altamente crítico da propriedade intelectual. O foco principal de seu trabalho mais recente tem sido a manufatura descentralizada e as economias informal e doméstica. Carson sustenta que o "capitalismo, surgindo como uma nova sociedade de classes diretamente da velha sociedade de classes da Idade Média, foi fundado em um ato de roubo tão maciço quanto a conquista feudal anterior da terra. Sustentado até o presente pela contínua intervenção do Estado para proteger seu sistema de privilégios, sem o qual sua sobrevivência é inimaginável”.
Carson cunhou o termo pejorativo "libertarismo vulgar", uma frase que descreve o uso de uma retórica de livre mercado em defesa do capitalismo corporativo e da desigualdade econômica. De acordo com Carson, o termo é derivado da frase "economia política vulgar", que Karl Marx descreveu como uma ordem econômica que "deliberadamente se torna cada vez mais apologética e faz tentativas extenuantes de falar fora de existência as idéias que contêm as contradições [existentes na economia vida]" O capitalismo tem sido criticado por estabelecer o poder nas mãos de uma classe capitalista minoritária que existe através da exploração de uma maioria da classe trabalhadora; por priorizar o lucro sobre o bem social, os recursos naturais e o meio ambiente; e por ser um motor de desigualdades e instabilidades econômicas.

### Fascismo e Nazismo

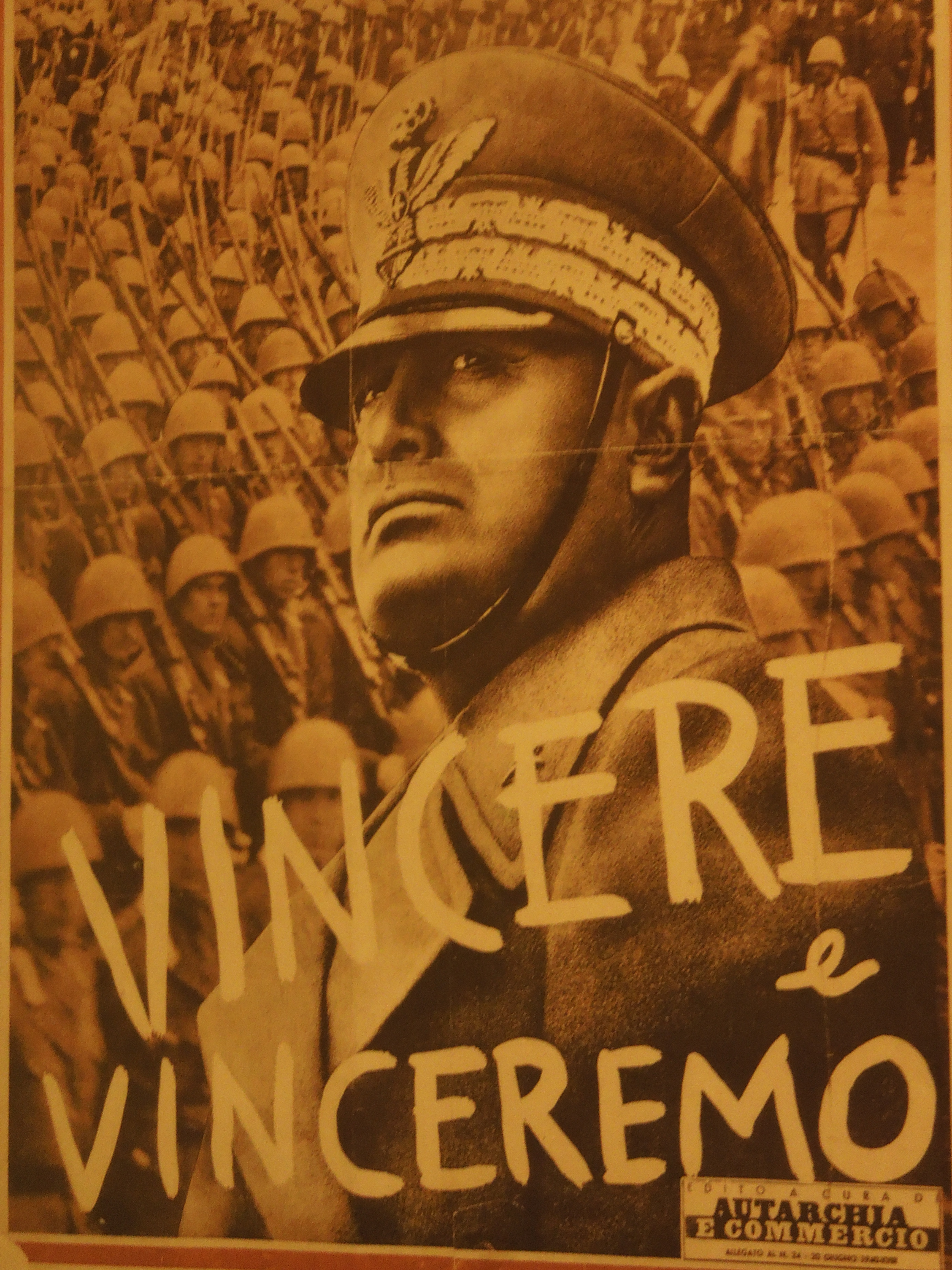
Um cartaz de propaganda fascista com Benito Mussolini, o Duce da Itália.

Os primeiros movimentos fascistas surgiram nos últimos anos da Primeira Guerra Mundial. Eles eram uma forma de nacionalismo radical com a promessa de renascimento nacional; culpavam o liberalismo, o socialismo e o materialismo pela decadência que percebiam na sociedade e na cultura, e expressavam uma apreciação pela violência e pelo papel da liderança e da força de vontade na formação da sociedade.
Os fascistas se opuseram tanto ao socialismo internacional quanto ao capitalismo de livre-mercado, argumentando que seus pontos de vista representavam uma Terceira Posição. e alegando fornecer uma alternativa econômica realista que não era nem capitalismo laissez-faire nem comunismo. Eles favoreceram o corporativismo e a colaboração de classes, acreditando que a existência de desigualdade e hierarquia social era benéfica (ao contrário das visões dos socialistas) enquanto também argumentavam que o Estado tinha um papel na mediação das relações entre as classes (contrário às opiniões deliberais econômicos). 
Em 1922, após a Marcha sobre Roma, o Partido Nacional Fascista chegou ao poder e Benito Mussolini tornou-se primeiro-ministro da Itália. Daquela época até o advento da Grande Depressão em 1929, os fascistas italianos seguiram uma política econômica geralmente de livre mercado e pró-capitalista, em colaboração com as elites empresariais italianas tradicionais. Perto do início de seu mandato como primeiro-ministro, em 1923, Mussolini declarou que "o governo [fascista] concederá plena liberdade à iniciativa privada e abandonará toda intervenção na economia privada". 
Uma crença econômica fascista significativa era que a prosperidade seguiria naturalmente uma vez que a nação alcançasse um despertar cultural e espiritual.  Diferentes membros de um partido fascista costumavam fazer declarações completamente opostas sobre as políticas econômicas que apoiavam.  Uma vez no poder, os fascistas geralmente adotavam qualquer programa econômico que acreditassem ser o mais adequado para seus objetivos políticos. Regimes fascistas duradouros (como o de Mussolini na Itália) fizeram mudanças drásticas em sua política econômica de tempos em tempos. 
O fascismo subiu ao poder aproveitando o clima político e econômico das décadas de 1920 e 1930, particularmente a profunda polarização de algumas sociedades europeias (como o Reino da Itália e a Alemanha de Weimar), que eram democracias com parlamentos eleitos dominados por partidários do laissez-faire O capitalismo justo e o socialismo marxista, cuja intensa oposição entre si dificultou a formação de governos estáveis. Os fascistas usaram esta situação como um argumento contra a democracia, que consideravam ineficaz e fraca. Os regimes fascistas geralmente surgiram em tempos de crise, quando as elites econômicas, proprietários de terras e empresários temiam que uma revolução ou levante fosse iminente. Os fascistas aliaram-se às elites econômicas, prometendo proteger o seu estatuto social e suprimir qualquer potencial revolução socialista. Em troca, as elites foram solicitadas a subordinar seus interesses a um projeto nacionalista mais amplo, portanto, as políticas econômicas fascistas geralmente protegem a desigualdade e o privilégio, ao mesmo tempo em que apresentam um papel importante para a intervenção estatal na economia.

O fascismo teve relações complicadas com o capitalismo, que mudou ao longo do tempo e diferiu entre os estados fascistas. Os fascistas têm comumente procurado eliminar a autonomia do capitalismo em grande escala e relegá-la ao Estado. No entanto, o fascismo apoia os direitos de propriedade privada e a existência de uma economia de mercado e de indivíduos muito ricos.  Assim, a ideologia fascista incluiu elementos pró-capitalistas e anti-capitalistas.
Havia elementos pró-capitalistas e anticapitalistas no pensamento fascista. A oposição fascista ao capitalismo baseava-se na percepção de decadência, hedonismo e cosmopolitismo dos ricos, em contraste com a disciplina idealizada, patriotismo e virtude moral dos membros das classes médias. O apoio fascista ao capitalismo baseava-se na ideia de que a competição econômica era boa para a nação, bem como nas crenças darwinistas sociais de que o sucesso econômico dos ricos provava sua superioridade e na ideia de que interferir na seleção natural na economia sobrecarregaria a nação preservando os indivíduos fracos. Essas duas formas de pensar o capitalismo – vê-lo como uma força positiva que promove a eficiência econômica e é necessária para a prosperidade da nação, mas também vê-lo como uma força negativa que promove a decadência e a deslealdade à nação – permaneceu em coexistência desconfortável dentro da maioria dos movimentos fascistas.
Os governos fascistas na Itália e na Alemanha privatizaram empresas estatais em certos momentos.   O governo de Mussolini privatizou antigos monopólios governamentais (como o sistema telefônico), revogou a legislação anterior que havia sido introduzida pelos socialistas (como o imposto sucessório) e equilibrou o orçamento.  Alfredo Rocco , o Ministro da Justiça fascista na época, escreveu em 1926 que:
"O fascismo sustenta que no curso normal dos eventos a liberdade econômica serve melhor aos propósitos sociais; que é proveitoso confiar à iniciativa individual a tarefa do desenvolvimento econômico tanto na produção quanto na distribuição; que no mundo econômico a ambição individual é o meio mais eficaz para obter os melhores resultados sociais com o mínimo esforço."

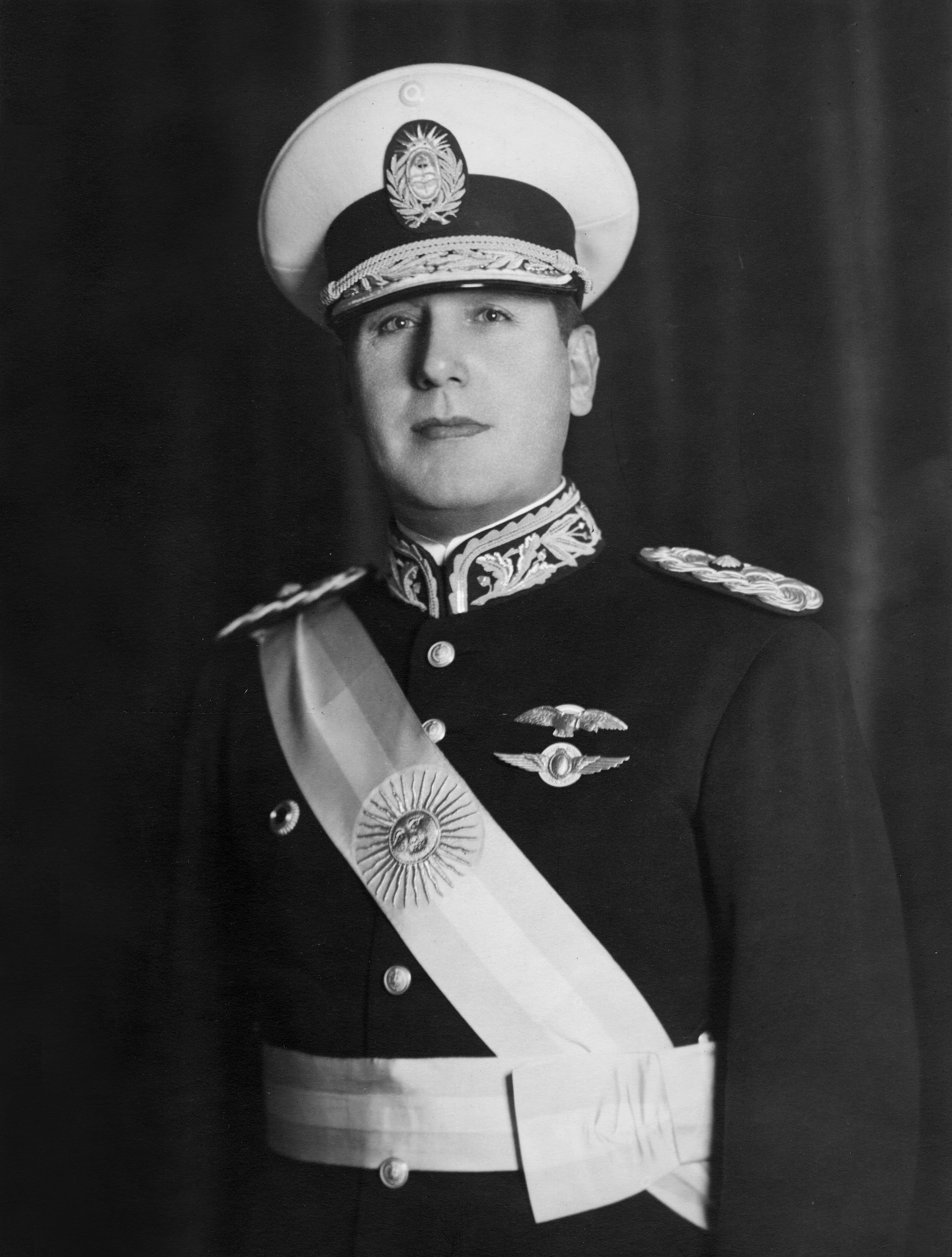
Juan Perón, presidente da Argentina de 1946 a 1955 e 1973 a 1974, admirava o fascismo italiano e modelou suas políticas econômicas nas perseguidas pela Itália

Essas privatizações foram realizadas nos estágios iniciais de ambos os regimes (1922-1925 para a Itália e 1934-1937 para a Alemanha) e representaram uma reversão das políticas dos governos democráticos que os precederam. Os governos democráticos trouxeram várias indústrias para a propriedade estatal e os fascistas decidiram devolvê-las à propriedade privada. Ao fazer isso, eles foram contra as principais tendências econômicas de seu tempo, quando a maioria dos governos ocidentais estava aumentando a propriedade estatal. As políticas fascistas de privatização foram impulsionadas pelo desejo de garantir o apoio de industriais ricos, bem como pela necessidade de aumentar as receitas do governo para equilibrar os orçamentos. Significativamente, os governos fascistas estavam entre os primeiros a realizar privatizações em larga escala nos tempos modernos.
As políticas econômicas dos governos fascistas, entretanto, geralmente não eram baseadas em compromissos ideológicos de uma forma ou de outra, sendo ditadas por preocupações pragmáticas com a construção de uma economia nacional forte, promovendo a autarquia e a necessidade de se preparar e travar guerra.
A perspectiva fascista italiana em relação ao capitalismo mudou depois de 1929, com o início da Grande Depressão, que desferiu um duro golpe na economia italiana. Os preços caíram, a produção desacelerou e o desemprego mais do que triplicou nos primeiros quatro anos da Depressão. Em resposta, o governo fascista abandonou o liberalismo econômico e voltou-se para a intervenção estatal na economia. Mussolini desenvolveu uma teoria que sustentava que o capitalismo havia se degenerado ao longo do tempo e que o capitalismo de sua época estava enfrentando uma crise porque se afastou demais de suas raízes originais. Segundo Mussolini, a forma original foi o capitalismo heróico ou capitalismo dinâmico (1830-1870), que deu lugar ao capitalismo estático (1870-1914), que se transformou em capitalismo decadente ou " supercapitalismo ", a partir de 1914.
Os fascistas se opuseram tanto ao socialismo internacional quanto ao capitalismo de livre mercado, argumentando que seus pontos de vista representavam uma terceira posição . Eles alegavam fornecer uma alternativa econômica realista que não era nem capitalismo laissez-faire nem comunismo. Eles favoreceram o corporativismo e a colaboração de classes, acreditando que a existência de desigualdade e hierarquia social era benéfica (ao contrário das visões dos socialistas), ao mesmo tempo em que argumentava que o Estado tinha um papel mediador das relações entre as classes (ao contrário das visões dos capitalistas liberais).
Um aspecto importante das economias fascistas era o dirigismo econômico ,  significando uma economia onde o governo muitas vezes subsidia empresas favoráveis e exerce forte influência diretiva sobre o investimento, em vez de ter um papel meramente regulatório. Em geral, as economias fascistas eram baseadas na propriedade privada e na iniciativa privada, mas estas dependiam do serviço ao Estado.
As declarações dos líderes fascistas italianos na década de 1930 tendiam a ser críticas ao liberalismo econômico e ao laissez-faire , ao mesmo tempo em que promoviam o corporativismo como base para um novo modelo econômico.  Mussolini disse em uma entrevista em outubro de 1933 que ele "queria estabelecer o regime corporativo",  e em um discurso em 14 de novembro de 1933 ele declarou:
"Hoje podemos afirmar que o método de produção capitalista está ultrapassado. Assim é a doutrina do laissez-faire , a base teórica do capitalismo... Hoje damos um novo e decisivo passo no caminho da revolução. Uma revolução, para ser grande, deve ser uma revolução social.'
Mussolini afirmou em 1933 que, se o fascismo seguisse a fase moderna do capitalismo, seu caminho "levaria inexoravelmente ao capitalismo de estado, que nada mais é nada menos do que o socialismo de Estado virou de cabeça para baixo. Em qualquer dos casos, [seja o resultado o capitalismo de estado ou o socialismo de estado], o resultado é a burocratização das atividades econômicas da nação ". Durante esse período, Mussolini identificou suas políticas econômicas com o "capitalismo de Estado" e o "socialismo de Estado", que mais tarde foi descrito como "dirigismo econômico", um sistema econômico em que o Estado tem o poder de dirigir a produção econômica e alocar recursos .
Na maioria dos casos, os fascistas desencorajaram ou proibiram o comércio exterior, apoiando o protecionismo. Os fascistas acreditavam que muito comércio internacional tornaria a economia nacional dependente do capital internacional e, portanto, vulnerável a sanções econômicas internacionais. A autossuficiência econômica, conhecida como autarquia, era um dos principais objetivos da maioria dos governos fascistas. Além disso, o fascismo era altamente militarista e, como tal, os fascistas frequentemente aumentavam significativamente os gastos militares. O recrutamento para as forças armadas foi uma das principais políticas utilizadas pelos governos fascistas para reduzir o desemprego. 
Outros movimentos fascistas espelhavam a visão geral dos fascistas italianos e nazistas alemães. A Falange Espanhola clamava pelo respeito à propriedade privada e foi fundada com o apoio de latifundiários e industriais espanhóis.  No entanto, a Falange distinguia entre "propriedade privada", que apoiava, e "capitalismo", ao qual se opunha.  O programa falangista de 1937 reconheceu "a propriedade privada como um meio legítimo para alcançar objetivos individuais, familiares e sociais",  mas o líder falangista José Antonio Primo de Rivera disse em 1935: "Rejeitamos o sistema capitalista, que desconsidera as necessidades do povo, desumaniza a propriedade privada e transforma os trabalhadores em massas disformes propensas à miséria e ao desespero".  Após sua morte e a ascensão de Francisco Franco, a retórica mudou, e o líder falangista Raimundo Fernández-Cuesta declarou a ideologia do movimento compatível com o capitalismo.  Na Hungria, o Partido da Cruz Flechada mantinha crenças antifeudais, anticapitalistas e antissocialistas, apoiando a reforma agrária e o militarismo e extraindo a maior parte de seu apoio das fileiras do exército.  O romenoA Guarda de Ferro defendia a retórica anticapitalista, antibancária e antiburguesa, combinada com o anticomunismo e uma forma religiosa de antissemitismo .  A Guarda de Ferro viu tanto o capitalismo quanto o comunismo como criações judaicas que serviram para dividir a nação, e acusou os judeus de serem "os inimigos da nação cristã".

### Socialismo
Embora o termo "socialismo" remeta ás experiencias políticas e econômicas que floresceram no mundo durante o século 20 - o chamado "Socialismo Real" ou "Socialismo Realmente Existente" - pode ser definido como uma  filosofia política, social e econômica que abrange uma gama de sistemas econômicos e sociais caracterizados pela propriedade social dos meios de produção. Vejamos aqui algumas vertentes socialistas e suas criticas ao sistema capitalista:

#### Marxismo

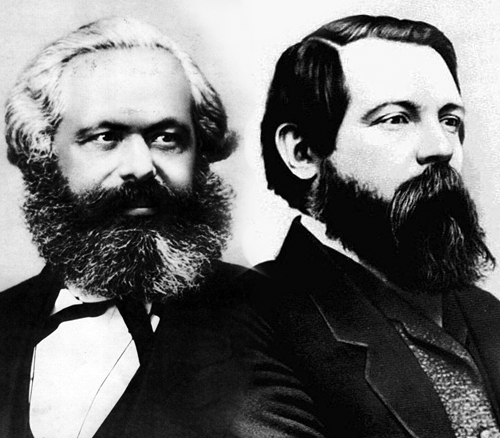
Karl Marx (a esquerda) e Friedrich Engels (a direita) foram os ideólogos da corrente socialista denominada Marxismo

Os pensadores alemães Karl Marx (1818-1883) e Friedrich Engels (1820-1895), autores de obras como Manifesto Comunista (1848) e O Capital (1867) – esta última escrita apenas por Marx –, desenvolveram a corrente socialista conhecida como marxismo, a mais notória corrente socialista. 
A "era capitalista" de acordo com Karl Marx data de comerciantes do século XVI e pequenas oficinas urbanas. Marx sabia que o trabalho assalariado existia em escala modesta por séculos antes da indústria capitalista. Para Marx, o estágio de desenvolvimento capitalista ou " sociedade burguesa " representava a forma mais avançada de organização social até hoje, mas ele também pensava que as classes trabalhadoras chegariam ao poder em uma transformação socialista ou comunista mundial da sociedade humana como o fim do mundo. a série do primeiro domínio aristocrático, depois capitalista e finalmente da classe trabalhadora foi alcançada. Segundo Leon Trotsky: "Para Marx, o problema da reconstituição da sociedade não surgiu de alguma prescrição, motivada por suas predileções pessoais; ele decorreu, como uma necessidade histórica de ferro - por um lado, das forças produtivas crescidas até a maturidade poderosa; por outro, , da impossibilidade de organizar ainda mais essas forças de acordo com a vontade da lei do valor ."
Seguindo Adam Smith, Marx distinguiu o valor de uso das mercadorias de seu valor de troca no mercado. Segundo Marx, o capital é criado com a compra de mercadorias com o objetivo de criar novas mercadorias com valor de troca superior à soma das compras originais. Para Marx, o próprio uso da força de trabalho tornou-se uma mercadoria sob o capitalismo e o valor de troca da força de trabalho, refletido no salário, é menor do que o valor que ela produz para o capitalista. Essa diferença de valores, argumenta ele, constitui mais- valia , que os capitalistas extraem e acumulam. descrita por Paul Singer no excerto abaixo:
"Marx repensa o problema nos seguintes termos: cada capitalista divide seu capital em duas partes, uma para adquirir insumos (máquinas, matérias-primas) e outra para comprar força de trabalho; a primeira, chamada capital constante, somente transfere o seu valor ao produto final; a segunda, chamada capital variável, ao utilizar o trabalho dos assalariados, adiciona um valor novo ao produto final. É este valor adicionado, que é maior que o capital variável (daí o nome "variável": ele se expande no processo de produção), que é repartido entre capitalista e trabalhador. O capitalista entrega ao trabalhador uma parte do valor que este último produziu, sob forma de salário, e se apropria do restante sob a forma de mais-valia".

A história de todas as sociedades que existiram até nossos dias tem sido a história das lutas de classes. Homem livre e escravo, patrício e plebeu, senhor e servo, mestre de corporação e oficial, numa palavra, opressores e oprimidos, em constante oposição, têm vivido numa guerra ininterrupta, ora franca, ora disfarçada; uma guerra que terminou, sempre, ou por transformação revolucionária da sociedade inteira ou pela destruição das suas classes em luta. [...]
A sociedade burguesa moderna, que brotou das ruínas da sociedade feudal, não aboliu os antagonismos de classes. Não fez senão substituir velhas classes, velhas condições de opressão, velhas formas de luta por outras novas. [...] 
A sociedade divide-se cada vez mais em duas grandes classes opostas: a burguesia e o proletariado. [...]
Todos os movimentos históricos têm sido, até hoje, movimentos de minorias ou em proveito de minorias. O movimento proletário é o movimento espontâneo da imensa maioria,em proveito da imensa maioria. [...]
Proletários de todos os países, uni-vos.

- Manifesto Comunista 
Em seu livro O Capital , Marx argumenta que o modo de produção capitalista se distingue pela forma como os donos do capital extraem esse excedente dos trabalhadores – todas as sociedades de classes anteriores haviam extraído trabalho excedente , mas o capitalismo era novo ao fazê-lo através do valor de venda da produção produzida. mercadorias. Ele argumenta que um requisito central de uma sociedade capitalista é que uma grande parte da população não deve possuir fontes de auto-sustentação que lhes permitiriam ser independentes e, em vez disso, ser forçada a vender seu trabalho por um salário.
Em conjunto com sua crítica ao capitalismo estava a crença de Marx de que a classe trabalhadora, devido à sua relação com os meios de produção e superioridade numérica sob o capitalismo, seria a força motriz por trás da revolução socialista.  Este argumento está entrelaçado com a versão de Marx da teoria do valor-trabalho, argumentando que o trabalho é a fonte de todo valor e, portanto, do lucro.

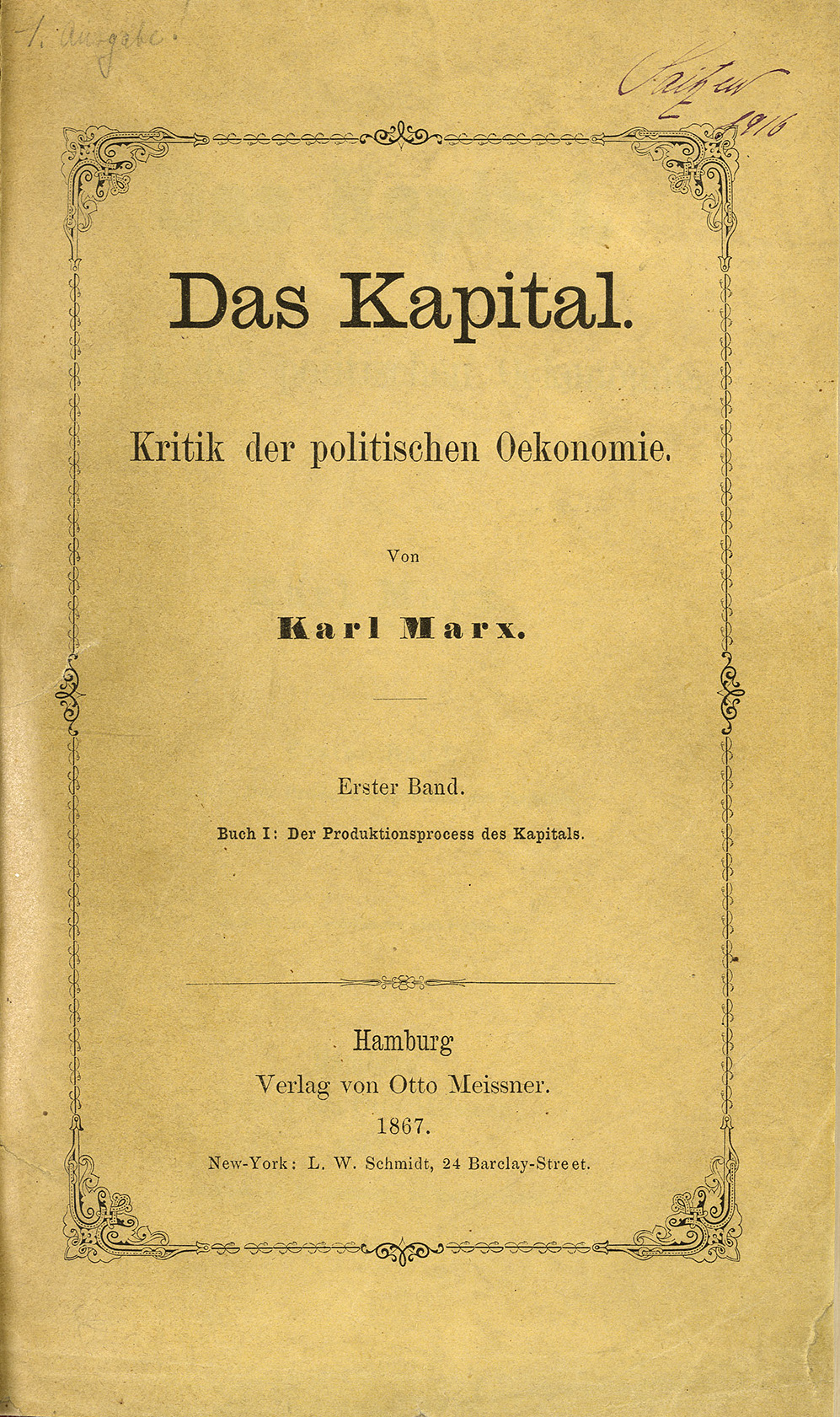
Capa da primeira edição de 1867 do livro Das Kapital de Karl Marx. No século 21, Karl Marx é provavelmente o crítico mais famoso da economia política, com sua magnum opus de três volumes como um de seus livros mais famosos.

Em Imperialismo, o estágio mais elevado do capitalismo (1916), Vladimir Lenin desenvolveu ainda mais a teoria marxista e argumentou que o capitalismo necessariamente levava ao capitalismo monopolista e à exportação de capital - que ele também chamou de "imperialismo" - para encontrar novos mercados e recursos, representando o último e mais alto estágio do capitalismo. Alguns economistas marxistas do século XX consideram o capitalismo uma formação social onde os processos de classe capitalista dominam, mas não são exclusivos. Para esses pensadores, os processos de classe capitalista são simplesmente aqueles em que o trabalho excedente toma a forma de mais-valia, utilizável como capital; não obstante, outras tendências para a utilização do trabalho existem simultaneamente nas sociedades existentes onde predominam os processos capitalistas. No entanto, outros pensadores marxistas tardios argumentam que uma formação social como um todo pode ser classificada como capitalista se o capitalismo for o modo pelo qual um excedente é extraído, mesmo que esse excedente não seja produzido pela atividade capitalista, como quando uma maioria absoluta da população é engajados em atividades econômicas não capitalistas.
Em Limites do Capital (1982), David Harvey esboça um capitalismo super determinado, "espacialmente inquieto", juntamente com a espacialidade da formação e resolução de crises.  Harvey usou a teoria da crise de Marx para auxiliar seu argumento de que o capitalismo deve ter suas "correções", mas que não podemos predeterminar quais correções serão implementadas, nem de que forma elas serão. Seu trabalho sobre contrações da acumulação de capital e movimentos internacionais de modos de produção capitalistas e fluxos de dinheiro tem sido influente.  De acordo com Harvey, o capitalismo cria as condições para um desenvolvimento volátil e geograficamente desigual. 
Sociólogos como Ulrich Beck conceberam a sociedade do risco como um novo valor cultural que via o risco como uma mercadoria a ser trocada nas economias globalizadas. Essa teoria sugeria que desastres e economia capitalista estavam inevitavelmente entrelaçados. Os desastres permitem a introdução de programas econômicos que de outra forma seriam rejeitados, bem como a descentralização da estrutura de classes na produção.

### Religião
As visões religiosas sobre o capitalismo têm sido filosoficamente diversas, com numerosos filósofos religiosos defendendo o direito natural à propriedade, ao mesmo tempo em que expressam críticas aos efeitos sociais negativos do materialismo e da ganância.

#### Cristianismo

"Jesus expulsando os vendilhões" por El Greco, atualmente na National Gallery of Art, em Washington D.C.: Jesus entrou no templo, expulsou todos os que ali vendiam e compravam, derrubou as mesas dos cambistas, e as cadeiras dos que vendiam as pombas; e disse-lhes: Está escrito: A minha casa será chamada casa de oração; vós, porém, a fazeis covil de salteadores."

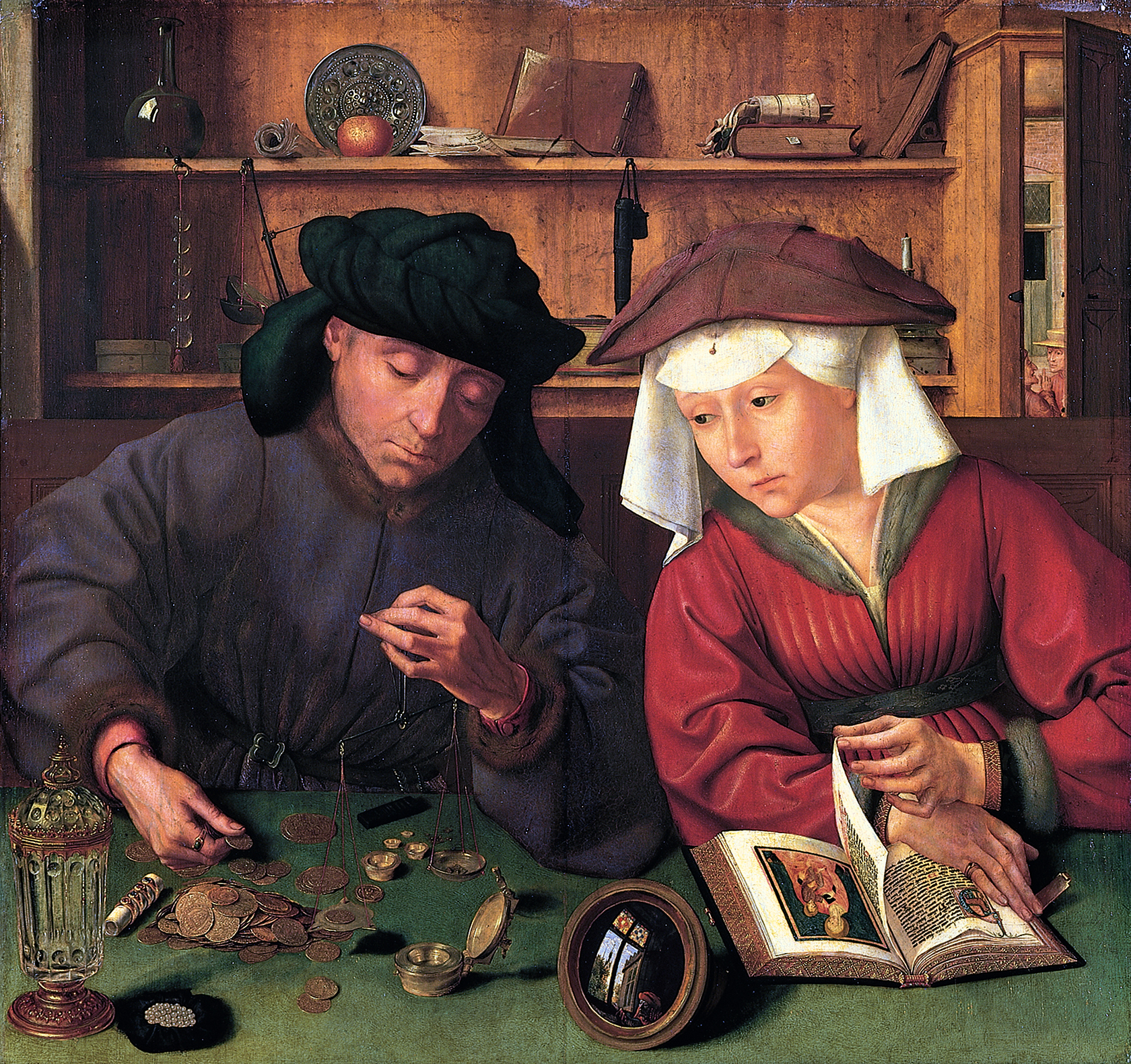
"O cambista e sua mulher', obra do pintor renascentista Quentin Massys. Na pintura, a mulher se afasta da leitura da Bíblia para admirar a prosperidade material do marido. Realizada em 1514, a obra pertence ao acervo do Museu do Louvre, em Paris, França.

Edmund Burke aceitava os ideais liberais de propriedade privada e a economia de Adam Smith, mas achava que a economia deveria permanecer subordinada à ética social conservadora, que o capitalismo deveria subordinar-se à tradição social medieval e que a classe empresarial deveria subordinar-se à aristocracia .
O distributismo é uma ideologia econômica que afirma que os ativos produtivos do mundo devem ser amplamente possuídos, em vez de concentrados. Foi desenvolvido na Europa no final do século 19 e início do século 20 com base nos princípios da doutrina social católica, especialmente os ensinamentos do Papa Leão XIII em sua encíclica Rerum Novarum (1891) e do Papa Pio XI em Quadragesimo anno (1931). Ele vê tanto o capitalismo quanto o socialismo como igualmente falhos e exploradores, e favorece mecanismos econômicos como cooperativas de pequena escala e empresas familiares, e regulamentos antitruste em larga escala .
Em Conservadores Contra o Capitalismo , Peter Kolozi se baseia na definição de direita e esquerda de Norberto Bobbio, dividindo os dois campos de acordo com sua preferência por igualdade ou hierarquia. Kolozi argumentou que o capitalismo tem enfrentado críticas persistentes da direita desde o início da Revolução Industrial. Tais críticas, embora heterogêneas, estão unidas na crença de “que o capitalismo laissez-faire minou uma hierarquia social estabelecida governada pelos virtuosos ou excelentes” 
Em setembro de 2018, Murtaza Hussain escreveu no The Intercept sobre "Conservadores Contra o Capitalismo", afirmando:
"Apesar de todas as suas diferenças, há um aspecto-chave da história intelectual traçada em 'Conservadores Contra o Capitalismo' que lida com uma questão de preocupação compartilhada tanto pela esquerda quanto pela direita: a necessidade de comunidade. Uma das consequências sombrias das pressões darwinianas sociais desencadeadas pelo capitalismo de livre mercado foi a destruição das redes de associações comunitárias, familiares e profissionais nas sociedades desenvolvidas. Essas chamadas instituições intermediárias têm historicamente desempenhado um papel vital, dando às pessoas comuns um senso de significado e protegendo-as da violência estrutural do Estado e do mercado. Sua perda levou à criação de uma enorme classe de pessoas atomizadas e solitárias, afastadas das fontes tradicionais de apoio e deixadas sozinhas para enfrentar o poder das forças econômicas impessoais."

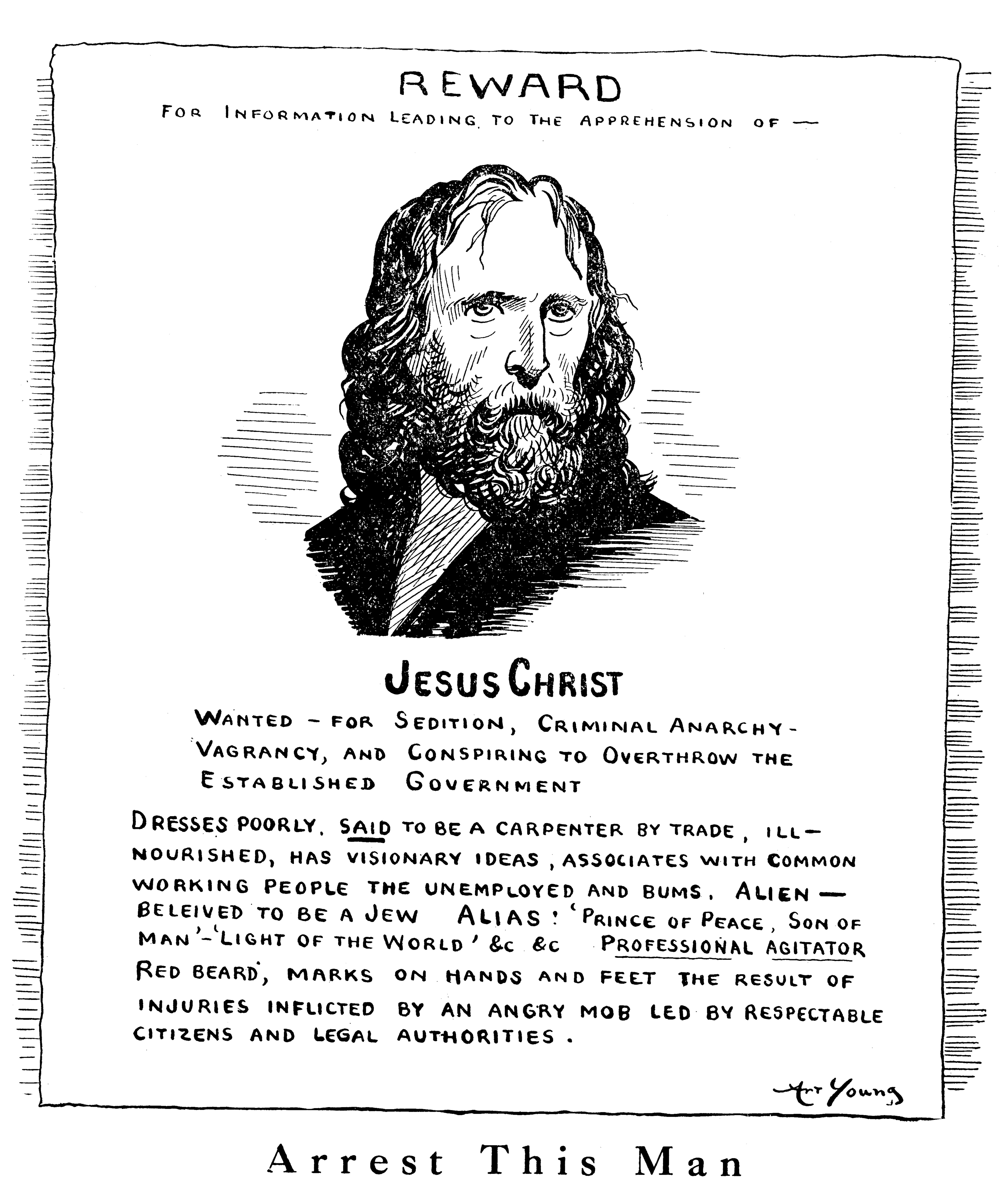
Caricatura política de 1917 do cartunista socialista Art Young.

Em episódio mais recente, o Papa Francisco publicou a Fratelli tutti (em português: 'Todos irmãos'; subtítulo: "sobre a fraternidade a amizade social"). Trata-se de uma encíclica do Papa Francisco, na qual o pontífice indica a fraternidade e a amizade social para construir um mundo melhor, pacífico e com mais justiça. No documento, Francisco diz que "o capitalismo falhou durante a Pandemia":
“Alguns pretendiam fazer-nos crer que era suficiente a liberdade de mercado para garantir tudo. (...) Mas o golpe duro e inesperado desta pandemia fora de controlo obrigou, à força, a pensar nos seres humanos, em todos, mais do que nos benefícios de alguns. A pandemia mostrou que nem tudo pode ser resolvido pela liberdade de mercado. (...) 
O mercado, por si só, não pode resolver todos os problemas, por mais que nos peçam para acreditar nesse dogma da fé neoliberal. Seja qual for o desafio, essa escola de pensamento empobrecida e repetitiva sempre oferece as mesmas receitas. O neoliberalismo simplesmente se reproduz recorrendo às teorias mágicas como a única solução para os problemas sociais. Há pouca apreciação do fato de que o suposto “transbordamento” não resolve a desigualdade que dá origem a novas formas de violência que ameaçam o tecido da sociedade. (...) 
Persistem hoje no mundo inúmeras formas de injustiça, alimentadas por visões antropológicas redutivas e por um modelo econômico fundado no lucro, que não hesita em explorar, descartar e até matar o homem”.— Papa Francisco
Existem vários movimentos sociais em diversas seitas e facções do cristianismo. O comunismo cristão, para começar, é uma visão teológica de que os ensinamentos de Jesus Cristo compelem os cristãos a apoiar o comunismo religioso como o sistema social ideal . Embora não haja um acordo universal sobre as datas exatas em que as idéias e práticas comunistas começaram no cristianismo, muitos comunistas cristãos afirmam que as evidências da Bíblia sugerem que os primeiros cristãos, incluindo os apóstolos , estabeleceram sua própria pequena sociedade comunista nos anos seguintes a Jesus. morte e ressurreição. Como tal, muitos defensores do comunismo cristão argumentam que foi ensinado por Jesus e praticado pelos próprios apóstolos. Alguns historiadores confirmam sua existência. Há aqueles que consideram que a Igreja Cristã primitiva , como aquela descrita nos Atos dos Apóstolos , foi uma forma primitiva de comunismo e socialismo religioso . A visão é que o comunismo era apenas o cristianismo na prática e Jesus foi o primeiro comunista. Esta ligação foi destacada em um dos primeiros escritos de Karl Marx , que afirmava que "[como] Cristo é o intermediário para quem o homem descarrega toda a sua divindade, todos os seus laços religiosos, então o Estado é o mediador para o qual ele transfere toda a sua impiedade, toda a sua liberdade humana". Os comunistas cristãos normalmente consideram os textos bíblicos em Atos 2 e 4 como evidência de que os primeiros cristãos viveram em uma sociedade comunista . Isso provavelmente foi baseado em um entendimento de Lucas 12:33  onde Cristo ordena que seus discípulos vendam o que eles têm e deem esmolas e Lucas 14:33 onde ele diz que ninguém pode ser seu discípulo que não abandonou todos os seus bens. Esta conclusão é reforçada pelo fato de que Atos também foi escrito por São Lucas.
"Todos os que criam estavam juntos e tinham todas as coisas em comum; 45 eles vendiam seus bens e bens e distribuíam o produto a todos, conforme a necessidade. ... Agora todo o grupo daqueles que creram eram de um coração e alma, e ninguém reivindicava a propriedade privada de qualquer propriedade, mas tudo o que possuía era comum. ... Não havia um necessitado entre eles, pois todos os que possuíam terras ou casas as vendiam e traziam o produto da venda. Eles o colocaram aos pés dos apóstolos, e foi distribuído a cada um conforme a necessidade."— Atos 2:44–45, Atos 4:32–35
Tanto o comunismo cristão quanto a teologia da libertação enfatizam a ortopraxia sobre a ortodoxia . Uma narrativa da natureza das lutas sociais contemporâneas é desenvolvida por meio de uma análise materialista utilizando conceitos historiográficos desenvolvidos por Karl Marx. Um exemplo concreto é o movimento paraguaio Sin Tierra (ou seja, sem-terra), que se engaja em apropriações diretas de terras e no estabelecimento de cooperativas agrícolas socializadas em asentamientos . O Sin Tierra paraguaio contemporâneo opera de maneira muito semelhante à dos Diggers da era da reforma.

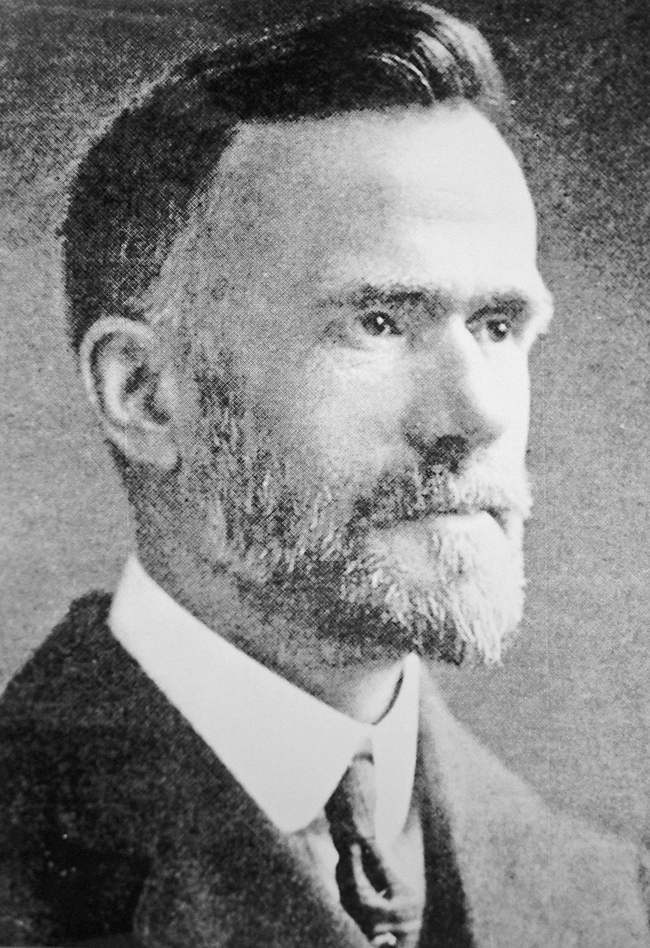
Walter Rauschenbusch foi um teólogo americano e pastor batista. Foi uma figura chave no Evangelho Social e nos movimentos de imposto único que floresceram nos Estados Unidos durante o final do século 19 e início do século 20.

Talvez uma das mais polêmicas e conhecidas correntes seja a teologia da libertação, uma abordagem teológica cristã que enfatiza a libertação dos oprimidos. Em certos contextos, envolve análises socioeconômicas , com "preocupação social com os pobres e libertação política dos povos oprimidos".  Em outros contextos, aborda outras formas de desigualdade, como raça, castas e classes sociais. A teologia da libertação é mais conhecida no contexto latino-americano, especialmente dentro do catolicismo na década de 1960 após o Concílio Vaticano II , onde se tornou a práxis política de teólogos como Gustavo Gutiérrez Merino , Leonardo Boff e jesuítas Juan Luis Segundo e Jon Sobrino, que popularizou a frase " opção preferencial pelos pobres ". Esta expressão foi usada primeiramente pelo jesuíta Pe. O general Pedro Arrupe em 1968 e logo após o Sínodo Mundial dos Bispos Católicos em 1971 escolheu como tema "Justiça no Mundo".
Há ainda o movimento denominado Socialismo Cristão. Trata-se de uma tendência dentro do cristianismo que interpreta por meio das Escrituras, tanto no Antigo Testamento quanto no Novo Testamento, que o modelo de sociedade socialista é o que mais se aproxima do modelo de sociedade que preze pelo amor, caridade e demais ensinamentos de Jesus. O socialismo cristão critica o modelo de organização socioeconômica capitalista que valoriza princípios opostos ao cristianismo como o individualismo, a desigualdade jurídica e social mediante acúmulo de capital e meios de produção, de modo que a fé demanda uma opção consciente pelo socialismo. Porém, este grupo forma uma comunidade bastante heterogenia, que se insere desde a esquerda à centro-esquerda, com a compreensão de que toda a Cristandade não pode deixar de buscar o sentido social do ensinamento. O socialismo religioso é uma compreensão de o socialismo se coloca como uma opção de organização social que permite aos cristãos viverem em comunhão. Muitos socialistas cristãos acreditam que o capitalismo é idólatra e enraizado no pecado da ganância 
Na França, berço do calvinismo , o movimento Christianisme Social (Cristianismo Social) surgiu da pregação de Tommy Fallot  na década de 1870. No início, o movimento se concentrou em questões como analfabetismo e alcoolismo entre os pobres.  Após a Primeira Guerra Mundial, o Cristianismo Social moveu-se em duas direções: para o pacifismo e para o ecumenismo.
Esta vertente de critica ao capitalismo se baseia em passagens Bíblicas, tais como: "O justo come até ficar satisfeito, mas o ventre dos ímpios passará necessidade", "Não oprimirás o teu próximo, nem o roubarás; a paga do diarista não ficará contigo até pela manhã... mas amarás o teu próximo como a ti mesmo.", "Porque tive fome, e destes-me de comer; tive sede, e destes-me de beber; era estrangeiro, e hospedastes-me; estava nu, e vestistes-me; adoeci, e visitastes-me; estive na prisão, e foste me ver", "E todos os que criam estavam juntos, e tinham tudo em comum. E vendiam suas propriedades e bens, e repartiam com todos, segundo cada um havia de mister.", "E era um o coração e a alma da multidão dos que criam, e ninguém dizia que coisa alguma do que possuía era sua própria, mas todas as coisas lhes eram comuns." e "Não havia, pois, entre eles necessitado algum; porque todos os que possuíam herdades ou casas, vendendo-as, traziam o preço do que fora vendido, e o depositavam aos pés dos apóstolos. E repartia-se a cada um, segundo a necessidade que cada um tinha
Outra vertente é o  Evangelho Social, um movimento social dentro do Protestantismo que visa aplicar a ética cristã aos problemas sociais , especialmente questões de justiça social como desigualdade econômica , pobreza , alcoolismo , crime , tensões raciais , favelas , ambiente imundo, trabalho infantil , falta de sindicalização , escolas pobres e os perigos da guerra. Foi mais proeminente no início do século 20 nos Estados Unidos e no Canadá. Teologicamente, os Evangelizadores Sociais buscavam colocar em prática o Oração do Senhor ( Mateus 6:10 ): "Venha o teu reino, seja feita a tua vontade assim na terra como no céu".  Eles eram tipicamente pós- milenistas ; isto é, eles acreditavam que a Segunda vinda de Cristo não poderia acontecer até que a humanidade se livrasse dos males sociais pelo esforço humano -  eles rejeitaram a teologia pré- milenista . que mantinha a Segunda Vinda de Cristo era iminente, e os cristãos deveriam dedicar suas energias a se preparar para ela, em vez de abordar a questão dos males sociais. Um dos grandes expoentes desta vertente foi  Walter Rauschenbusch , um pastor batista da Segunda Igreja Batista Alemã em “ Hell's Kitchen ”, Nova York. Rauschenbusch protestou contra o que considerava o egoísmo do capitalismo e, em vez disso, promoveu uma forma de socialismo cristão que apoiava a criação de sindicatos e economia cooperativa. Em 1892, Rauschenbusch e vários outros escritores e defensores do Evangelho Social formaram um grupo chamado Fraternidade do Reino . Rauschenbusch também dedicou um esforço considerável para explicar o problema do mal , que ele viu incorporado não em indivíduos, mas em "entidades suprapessoais", que eram instituições socioeconômicas e políticas. Ele encontrou quatro loci principais do mal suprapessoal: militarismo, individualismo, capitalismo e nacionalismo. A estes ele justapôs quatro encarnações institucionais do bem: pacifismo, coletivismo, socialismo e internacionalismo. Em 1907, publicou o livro Cristianismo e a Crise Social, onde escreveu: ""Quem desvincula a vida religiosa da vida social não compreendeu Jesus e nega a fé do Mestre" . Seu trabalho influenciaria as ações de diversos atores do evangelho social. Seu trabalho pode ser "a melhor destilação do pensamento do evangelho social".